# Борецькі
Боре́цькі (пол. Borecki) — руський шляхетський рід. Походили з села Борця (Borcza), Львівська земля, Руське воєводство (нинішнє село Бірча, Підкарпатське воєводство, Польща). Володіла цим селом. Герб — Голобок: у червоному полі відтята голова срібної риби. Підписувалися — «з Борець на Русі» (пол. z Borec na Rufi). Внесені до списків шляхти галицької і буковинської в Австрійській імперії.

## Представники
- Матвій Борецький — батько Яна
  - Йов Борецький (в миру — Ян Борецький) — Митрополит Київський, Галицький і всієї Русі (1620—1631), святий православної церкви, канонізований УПЦ КП у 2008 році.